# Bjelahova
Bjelahova (en serbe cyrillique : Бјелахова) est un village de Serbie situé dans la municipalité de Prijepolje, district de Zlatibor. Au recensement de 2011, il comptait 69 habitants.

## Démographie

### Évolution historique de la population
| 1948 | 1953 | 1961 | 1971 | 1981 | 1991 | 2002 | 2011 |
| ---- | ---- | ---- | ---- | ---- | ---- | ---- | ---- |
| 150  | 168  | 171  | 199  | 207  | 120  | 82   | 69   |

|  |